# Dindéfelo-Hochland
Das Dindéfelo-Hochland liegt im Südosten Senegals in der Region Kédougou. Hier liegen Wohngebiete der Ethnie der Fulbe, die auch als Fula oder Peul(h) bekannt sind. Wegen der kulturellen Einzigartigkeit dieser Ethnie, deren Verbreitung vom Fouta-Djallon-Bergland im Süden bis hierher reicht, wurde ein Teil des Hochlandes mit den Dindefelo-Fällen im Zentrum als Teil des Bassari-Landes, Kulturlandschaften der Bassari, Fula und Bedik mit einem Kerngebiet von 79,24 km² seit 2012 in die Liste des UNESCO-Welterbes aufgenommen.
Das Dindéfelo-Hochland bildet nördlich der Grenze Senegals mit Guinea und zwischen den Eintalungen des Gambia-Flusses im Osten und seines Nebenflusses Tiokoye im Westen eine Hochebene mit einem etwa 16 Kilometer langen südwest-nordöstlich gerichteten und durch Kerbtäler zerschnittenen Steilabfall nach Norden und mit einer sanften Abdachung nach Süden. Das Hochland ist ein Nordpfeiler des regenreichen und bis 1537 m aufragenden Fouta-Djallon-Berglands, in dem die Flüsse Senegal, Gambia und Niger entspringen.
Der Südwestteil des Steilabfalls weist, auf knapp drei Kilometer verteilt, eine Reihe der mit jeweils rund 505 m zweithöchsten Erhebungen Senegals auf.
Da in offiziellen Kartenwerken das Hochland selbst nicht weiter benannt ist, lässt sich ein Name nur von dem der Gipfelhöhe nächstgelegenen Dorf ableiten, das Dindéfelo heißt. Es liegt 1500 Meter nordöstlich der Gipfel auf etwa 200 m Höhe am Ausgang eines Kerbtals, in dem die höchsten Wasserfälle Senegals, die Dindefelo-Fälle, zu finden sind.